# Gongora (planta)
Góngora es un género con unas 65 especies de orquídeas epífitas simpodiales.  Se distribuyen desde Centroamérica, pasando por Trinidad, hasta Suramérica tropical; la mayoría se encuentran en Colombia.

## Descripción
Gongora fue una de las primeras orquídeas descritas por un hombre occidental. Algunos nuevos descubrimientos de orquídeas Góngora se han efectuado en los últimos 10 años, mientras que otras estaban clasificadas con otros nombres de especies. Aún hoy hay cierta confusión. En muchas especies les falta la descripción acertada. Algunas especies como Góngora portentosa y Góngora superflua, son muy raras. Con la ayuda del DNA, con el tiempo se llegará a una taxonomía más exacta del género.
Todas las especies de este género son epífitas con un desarrollo simpodial. Las raíces son aéreas, blancas y muy finas, desarrollándose en densos paquetes. Algunas raíces se desarrollan hacia arriba en vez de colgar hacia abajo. Esta especialización ayuda en la formación de grandes madejas de raíces aéreas. Muchas se encuentran en asociación con las hormigas de nidos.
Los pseudobulbos cónicos son acanalados y de unos 8 cm de longitud. En alguna especie, tal como en Gongora similis, el pseudobulbo puede llegar a producir seis inflorescencias sucesivamente. Dos hojas alternas se producen en el ápice de cada pseudobulbo. Las hojas son coriáceas y con venas pronunciadas, llegando hasta unos 30 cm de longitud.
Las inflorescencias son en racimos desarrollándose desde la base de los pseudobulbos. Los tallos primero crecen hacia arriba, pero pronto se doblan y quedan péndulos. Las numerosas flores se desarrollan mirando hacia abajo, con el labelo hacia arriba. El pedicelo doblado casi circularmente, es característico de este género. Presentan dos sépalos laterales y un sépalo dorsal. Las flores de varias especies son céreas. Las fragancias son diferentes en cada especie. Los polinia están superpuestos en un estipete (un apilamiento de polinias celulares), la cual es recogida por un viscidio en forma de disco. Las flores las poliniza el macho de las abejas Euglossine.
El género Góngora está estrechamente relacionado con Stanhopea, Cirrhaea, Coryanthes, y Peristeria.

## Hábitat
Se desarrollan en un gradiente geográfico amplio desde las selvas húmedas a nivel del mar hasta las regiones montañosas de los Andes a una altitud de 1800 m.

## Etimología
El nombre Góngora (Gga.), procede de Luis de Góngora, uno de los poetas y dramaturgos más importantes del Siglo de Oro español.
Nombre Común en español:
- "Orquídea Góngora"

## Especies Góngora
De acuerdo a Rod Rice en Infragen. Rev. Gen. Gongora (2002, 2003) el género Gongora puede ser clasificado en subgéneros y secciones como sigue:
Subgénero Gongora
- Sección Aceras con 4 especies
- Sección Góngora con unas 30-33 especies [G. atropurpurea, G. catilligera, G. latisepala, G. odoratissima, G. rufescens]
- Sección Gratulabunda con 4 especies
- Sección Grossa con 5 especies
- Sección Truncata con nueve especies [G. charontis, G. dressleri, G.  longipes, G. tracyana]

Subgénero Portentosa
- una sección con al menos 5 especies [G. escobariana, G. garayana, G. portentosa, G. sanderiana]

Subgénero Acropera
- Sección Acropera con 1 especie
- Sección Armeniaca con 2 especies y 1 a 2 subspecies
- Sección Cassidea con 4 especies [G. amparoana, G. cassidea, G. galeata, G. tridentata]

- Gongora aceras (Ecuador).
- Gongora alfieana (S. America)
- Gongora amparoana (Costa Rica).
- Gongora arcuata (Colombia).
- Gongora armeniaca (C. America) 
  - Gongora armeniaca subsp. armeniaca (C. America).. Pseudobulb epiphyte
  - Gongora armeniaca subsp. cornuta (Nicaragua a Costa Rica). Pseudobulb epiphyte
- Gongora aromatica (C. America)
- Gongora atropurpurea (Trinidad y Tobago y América S. Trop.).
- Gongora beyrodtiana (Colombia).
- Gongora bufonia (SE. Brasil).
- Gongora cassidea (México - Chiapas) y C. América).
- Gongora catilligera (Colombia).
- Gongora charontis (Colombia).
- Gongora chocoensis (Colombia).
- Gongora claviodora (C. América).
- Gongora colombiana (Colombia).
- Gongora cruciformis (Perú).
- Gongora dressleri (Panamá).
- Gongora ecornuta (Ecuador y Perú).
- Gongora erecta (Perú).
- Gongora escobariana (Colombia).
- Gongora flaveola (Colombia).
- Gongora fulva (Panamá y Colombia).
- Gongora galeata (México a Guatemala).
- Gongora galeottiana (SO. México).
- Gongora garayana (Colombia).
- Gongora gibba (Costa Rica a Panamá).
- Gongora gratulabunda (Colombia).
- Gongora grossa (Venezuela a Ecuador).
- Gongora hirtzii (S. Colombia a Ecuador).
- Gongora histrionica (Costa Rica a N. de Sudamérica).
- Gongora hookeri (Guyana a Perú).
- Gongora horichiana (Costa Rica a Panamá).
- Gongora ileneana (Bolivia).
- Gongora ilense (Ecuador).
- Gongora irmgardiae (Colombia).
- Gongora lagunae (Venezuela).
- Gongora latibasis (Panama a Ecuador).
- Gongora latisepala (Colombia).
- Gongora leucochila (México - Veracruz, Chiapas ato C. America).
- Gongora maculata (Trinidad, Guyana, Perú). 
  - Gongora maculata var. lactea (Trinidad)
  - Gongora maculata var. maculata (Guyana, Perú).
- Gongora minax (N. Brasil).
- Gongora nigrita (Sudamérica)
- Gongora nigropunctata (N. Perú).
- Gongora odoratissima'' (E. Colombia a Venezuela).
- Gongora pardina (Ecuador).
- Gongora passiflorolens (Colombia)
- Gongora pleiochroma (N. y O.  de Sudamérica)
- Gongora portentosa (Colombia).
  - Gongora portentosa var. portentosa (Colombia)
  - Gongora portentosa var. rosea (Colombia).
- Gongora pseudoatropurpurea (Colombia).
- Gongora quinquenervis (Colombia a Perú) :
- Gongora retrorsa (O. Venezuela)
- Gongora rosea (Colombia a Perú).
- Gongora rubescens (Ecuador).
- Gongora rufescens (Colombia a Ecuador).
- Gongora saccata (México - Veracruz).
- Gongora sanderiana (Colombia, Perú).
- Gongora scaphephorus (Ecuador a Perú).
- Gongora seideliana (México - Chiapas).
- Gongora similis (Colombia).
- Gongora sphaerica (Colombia).
- Gongora superflua (Ecuador).
- Gongora tracyana (Colombia, Perú).
- Gongora tridentata (México - Chiapas a Guatemala).
- Gongora truncata (México a C. America)
- Gongora unicolor (México - Veracruz, Chiapas a C. America).

## Híbridos
- Gongora Colibrí (Gga. fulva x Gga. chocoensis).
- Gongora Ala de Águila  (Gga. atropurpurea x Gga. chocoensis).
- Gongora Gargoyle  (Gga. ilense x Gga. horichiana).
- Gongora Cóndor Dorado  (Gga. fulva x Gga. scaphyphorus).
- Gongora Parakeet  (Gga. fulva x Gga. horichiana).
- Gongora Pterodactilo  (Gga. atropurpurea x Gga. clavidora).

## Híbridos Intergenéricos
- Corygora = (Coryanthes x Gongora Ruiz & Pav.)
- Polygora [Plr.] J.M.H.Shaw = (Gongora Ruiz & Pav. x Polycycnis Rchb.f.)
- Stangora [Stga.] = (Gongora Ruiz & Pav. x Stanhopea)